# Подводный спорт

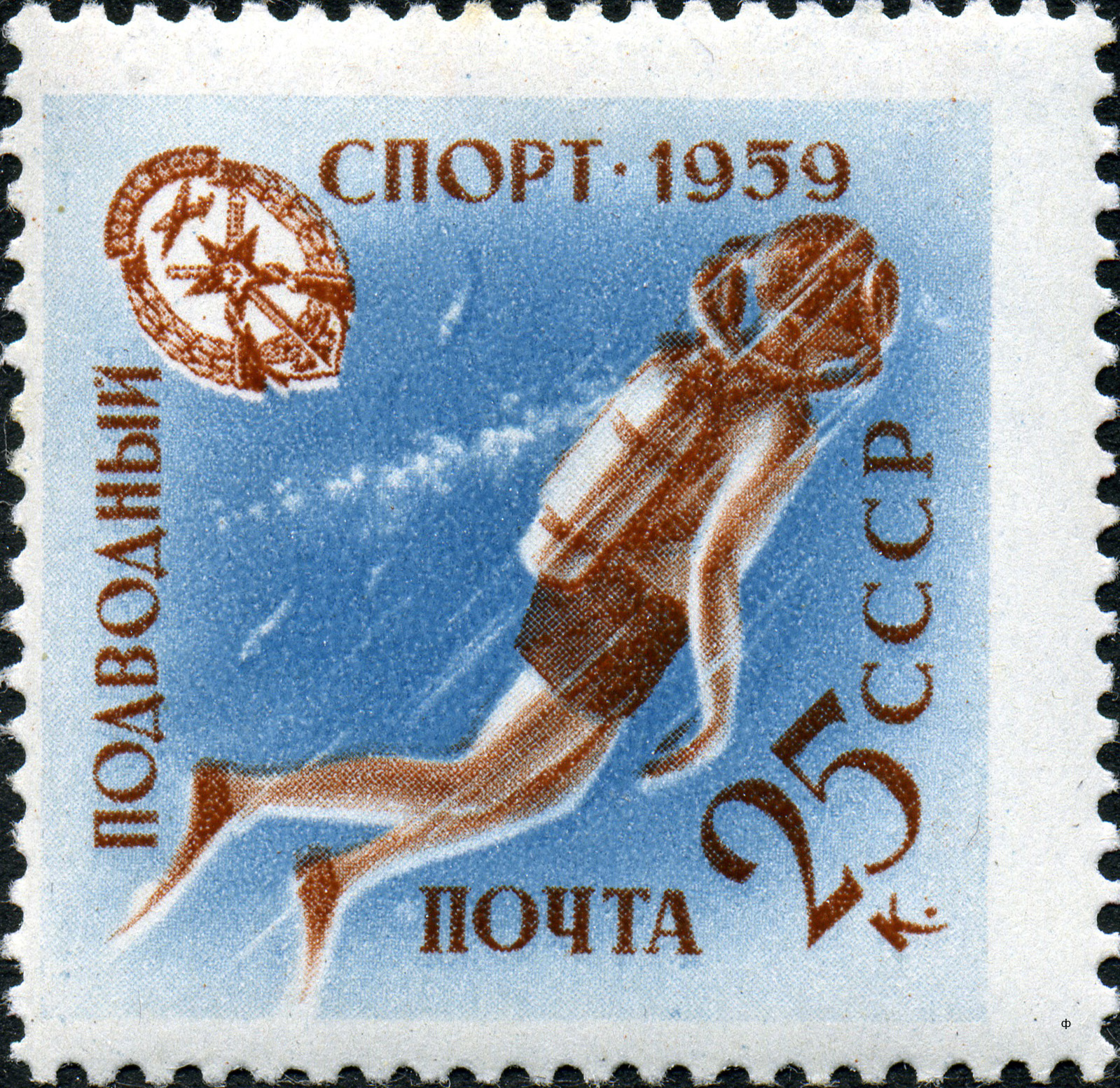
Марка СССР, 1959 г. Подводный спорт.

Подводный спорт — совокупность спортивных дисциплин, связанных с пребыванием спортсмена частично или полностью под поверхностью воды.                                                                                                                                                                                         

## Официальные спортивные федерации
Международной федерацией подводного спорта является Всемирная Конфедерация Подводной Деятельности (CMAS), созданная в 1959 году. CMAS имеет полномочия принимать, развивать, изменять и закрывать дисциплины подводного спорта. Официальные международные соревнования могут проводиться только под эгидой CMAS. CMAS признан Международным Олимпийским комитетом, но подводный спорт в настоящее время не входит в программу Олимпийских игр .
В России официально признанные дисциплины подводного спорта занесены во Всероссийский реестр видов спорта. Реестр общероссийских и аккредитованных региональных спортивных федераций c 27 декабря 2019 содержит 34 организации, включая «Федерацию подводного спорта России (ФПСР)». Также существует «Конфедерация подводной деятельности России».
В России проводится много Фестивалей-соревнований по подводному спорту вне календаря Минспорттуризма, но они не являются официальными спортивными соревнованиями, по их результатам не присваиваются разряды и звания.

## История
Подводный спорт зародился в 1920-х годах, когда в связи с изобретением подводных ласт и маски стали активно развиваться подводная охота и ныряние на задержке дыхания (апноэ). С изобретением акваланга интерес к подводному миру во всех странам начал возрастать, что вызвало и новый виток в развитии подводного спорта и появлению новых дисциплин. В СССР подводный спорт активно развивался под эгидой ДОСААФ. 
В июле 1958 года подводные виды спорта: плавание и ныряние в ластах, стрельба по подводной мишени и «подводный слалом» (упражнения с аквалангом) были впервые включены в программу Всесоюзной спартакиады молодёжи. С этого первого старта чемпионаты СССР по подводному спорту стали ежегодными .
В 1959 году в СССР по решению правительства была создана Федерация подводного спорта (ФПС), чтобы представить советский подводный спорт на международной арене. Председателем Федерации избрали А. Б. Мигдала, его заместителем — C. П. Капицу.
В 1965 году ФПС СССР была принята в члены CMAS. Советские спортсмены успешно выступали на международных соревнованиях и очень быстро выбились в лидеры. СССР удавалось удерживать пальму первенства вплоть до середины 1980-х годов. Но политические процессы и начало распада Советского государства не могли не сказаться и на состоянии спорта. 
В 1990-х годах российским спортсменам из-за отсутствия финансирования и централизованной политики не удавалось выступать на крупных международных соревнованиях, но подводный спорт продолжал развиваться силами энтузиастов, в основном в традиционно сильных школах Балаково, Воронежа, Краснодара, Красноярска, Новосибирска, Смоленска, Таганрога, Томска, Тулы.
В 2000-х годах российский подводный спорт стал активно возрождаться, но пока без существенной помощи со стороны государства. Спортсмены получили возможность вновь выезжать на крупные соревнования. После долгого перерыва чемпионаты и первенства России и мира вновь стали проводиться в Москве, Санкт-Петербурге и других крупных городах, причём на центральных спортивных площадках на долевом участии спортсменов и региональных организаций, а также за счёт спонсорской помощи.  Вскоре российские спортсмены вернули себе безусловное лидерство в большинстве дисциплин и соревновательных дистанций. Так, на Чемпионате мира по плаванию в Венгрии в 2011 году российские спортсмены завоевали 17 золотых, 8 серебряных и 8 бронзовых медалей, установили шесть мировых рекордов и один юношеский мировой рекорд .

## Дисциплины подводного спорта

### Акватлон
Акватлон (подводная борьба) — дисциплина подводного спорта. Акватлон представляет собой состязание двух спортсменов, которые совершают короткие схватки в воде и под водой на задержке дыхания, стремясь завладеть лентой, закрепленной на щиколотке соперника. Поединок ведётся на ринге 5×5 м, обозначенного маркерами на поверхности воды, и состоит из трёх раундов продолжительностью по 30 секунд с перерывами между раундами не менее 1,5 минуты. Снаряжение участников: купальный костюм, маска для подводного плавания, ласты, 2 манжеты на щиколотках, 2 матерчатые ленты, прикрепляемые к манжетам.

### Апноэ (фридайвинг)
Апноэ (фридайвинг) — ряд дисциплин подводного спорта, требующих преодоления дистанции спортсменом на задержке дыхания (динамическое апноэ). По правилам, принятым в CMAS, соревнования по динамическому апноэ проводятся по следующим программам:
- Апноэ в ластах (бассейн) — требуется преодолеть на задержке дыхания максимальное расстояние в длину.
- Апноэ без ласт (бассейн) — требуется преодолеть на задержке дыхания максимальное расстояние в длину.
- Апноэ в ластах (соревнования на открытой акватории) (Jump Blue) — требуется преодолеть максимальное расстояние по траектории вдоль граней куба со стороной 15х15 метров.

Снаряжение спортсменов: моноласта (для динамического апноэ), маска, гидрокостюм (плавательный костюм).

### Дайвинг
Дайвинг (ныряние, погружение) — дисциплина подводного спорта, проводимая в бассейне. Соревнования проводятся по двум программам: «дайвинг — комбинированное плавание 300 метров» и «дайвинг — полоса препятствий 100 метров».
«Дайвинг — комбинированное плавание 300 метров». Задача спортсмена — пройти дистанцию за максимально короткое время, часть дистанции требуется пройти под водой с использованием базового автономного дыхательного аппарата, часть — по поверхности, используя дыхательную трубку. Снаряжение — базовый комплект снаряжения для дайвинга.
«Дайвинг — полоса препятствий 100 метров». Задача спортсмена — пройти дистанцию за максимально короткое время, выполняя при этом определённые упражнения, представляющие собой демонстрацию базовых навыков дайвера (снятие-надевание маски, дыхание из альтернативного источника с партнёром, снятие-надевание комплекта снаряжения) и преодолевая специальные препятствия. Оценивается время прохождения дистанции и чистота выполнения упражнений и преодоления препятствий.

### Ориентирование
Ориентирование — дисциплины подводного спорта, проводимые на открытых водоёмах спортсменом или группой спортсменов. Для подводного ориентирования применяется автономный дыхательный аппарат на сжатом воздухе, магнитный компас, лаг (счетчик расстояний) и глубиномер. Задача спортсмена — пройти специально обозначенную дистанцию по компасу с максимальной точностью и за наименьшее время при видимости под водой на глубине до 3-х метров.

### Плавание в ластах
Плавание в ластах — ряд дисциплин подводного спорта. Задача спортсмена заключается в преодолении дистанции по/под поверхностью воды с помощью мускульной силы без применения каких-либо механизмов. Снаряжение спортсмена: плавательный костюм, маска, биласты или моноласта. Цель соревнований — преодоление различных по длине дистанций за наименьшее время. В этой группе дисциплин существует очень большое количество соревновательных дистанций, ряд которых проходится с использованием автономного дыхательного аппарата.

### Подводная охота (подводная рыбалка)
Подводная охота — любительский способ лова рыбы такими индивидуальными (не массовыми) орудиями, как руки, гарпуны, подводные пистолеты и ружья, включающий в себя поиск и обнаружение, либо приманивание, и последующий лов рыбы, когда и охотник и рыба свободно перемещаются в водной среде.
Соревнования по подводной охоте на рыб — дисциплина подводного спорта, проводимая на открытых водоемах. Задача спортсмена — добыть определённые виды рыбы разрешённого размера, ныряя на задержке дыхания и используя для добычи специальное подводное ружье или арбалет. Использование дыхательных аппаратов не допускается. Цель — добыча максимального количества определённых видов рыб за ограниченный промежуток времени на заданном участке акватории.

### Подводная фотосъёмка
Подводная фотосъёмка — дисциплина подводного спорта, проводимая в открытых водоемах . Задача спортсменов — за ограниченное время и имея ограниченное количество кадров выполнить наиболее удачную с художественной точки зрения фотографию. Снаряжение — цифровой фотоаппарат, базовый комплект снаряжения дайвера. Соревнования проводятся в категориях:
- Макросъёмка
- Широкий угол
- Съёмка рыб

Соревнования по подводной фотосъёмке не входят во Всероссийский реестр видов спорта, и в этой дисциплине не присваиваются официальные российские спортивные разряды и звания. Но российские спортсмены имеют возможность принимать участие в международных соревнованиях и часто занимают призовые места.

### Регби
Регби — дисциплина подводного спорта. Соревнования проводятся под водой в бассейне с участием двух команд спортсменов, каждая из которых состоит из 12 игроков, экипированных ластами, масками и трубками. Цель соревнования — забить мяч, имеющий отрицательную плавучесть, в корзину соперника, расположенную на дне бассейна. Размеры игрового поля: ширина 10—12 м, длина 15—18 м; глубина варьируется от 3,5 до 5,0 м.

### Спортивная подводная стрельба
Спортивная подводная стрельба — ряд дисциплин подводного спорта, проводимых в бассейне. Задача спортсмена — на задержке дыхания выполнить ныряние, в ходе которого с определённого расстояния произвести выстрел по мишени из подводного ружья. Оцениваются точность выстрела, чистота выхода на рубеж и скорость выполнения.
Спортивная подводная стрельба была исключена из списка официальных дисциплин CMAS в 2004 году и вновь включена в 2013 году. В период с 2004 по 2013 год в ряде стран, в том числе и в России, подводная стрельба продолжала развиваться как неофициальная дисциплина, и любительские объединения проводили клубные соревнования.

### Хоккей
Подводный хоккей — дисциплина подводного спорта. В ходе состязания (игры) соревнуются две команды спортсменов, каждая из которых состоит из 6 игроков, экипированных ластами, масками, трубками и клюшками. Цель игры — забить шайбу, проталкивая её по дну бассейна к воротам противника.